# Caryospora lampropeltis
Caryospora lampropeltis – gatunek pasożytniczych pierwotniaków należący do rodziny Eimeriidae z podtypu Apicomplexa, które kiedyś były klasyfikowane jako protista. Występuje jako pasożyt węży. C. lampropeltis cechuje się tym iż oocysta zawiera 1 sporocystę. Z kolei każda sporocysta zawiera 8 sporozoitów.
Obecność tego pasożyta stwierdzono u Lampropeltis calligaster należącego do rodziny połozowatych (Colubridae).

## Sporulowana oocysta
Jest kształtu sferoidalnego o średnicy 20 – 25 μm, posiada 2 żółto-zielone ściany o łącznej grubości 1 μm. Występują mikropyle. Brak wieczka biegunowego. Występuje ciałko biegunowe.

## Sporulowana sporocysta i sporozoity
Sporocysty kształtu owoidalnego o długości 15 – 19 μm, szerokości 11 – 13 μm. Występuje ciałko Stieda oraz substieda body (SBB). Brak parastieda body (PSB).